# 클로스터스 광장역
클로스터스 광장역(Klosters Platz, 전 클로스터스역)은 스위스 그라우뷘덴주의 프레티가우/다보스구에 있는 클로스터스-제르노이스에 위치해 있다. 이 역은 란트콰르트-다보스 플라츠 철도의 클로스터스 마을에 있는 주요 래티셰 철도 역이며(이 노선의 클로스터스의 두 번째 역인 더 작은 클로스터스 도르프역과 혼동할 수 있음) 페라이나 터널의 북쪽 끝이다. 페라이나 자동차 셔틀 서비스는 인근 클로스터스 젤프랑가역에서 운행된다.

## 운행편
다음 서비스는 클로스터스 플라츠에서 정차한다.
- 레기오익스프레스 :
  - 디젠티스/무쉬테와 스쿠올-타라스프 사이의 시간별 서비스.
  - 란트콰르트와 생모리츠 사이를 매시간 운행.
  - 란트콰르트와 다보스 플라츠 사이의 시간별 서비스.
- 레기오 :
  - 스쿠올-타라스프에 제한된 서비스.
  - 란트콰르트와 다보스 플라츠 간의 제한된 서비스.